# Медисон Парк (Њу Џерзи)
Медисон Парк (енгл. Madison Park) насељено је место без административног статуса у америчкој савезној држави Њу Џерзи.

## Демографија
По попису из 2010. године број становника је 7.144, што је 215 (3,1%) становника више него 2000. године.
| Група             | 2000.         | 2010.         |
| Белци             | 3.395 (49,0%) | 3.164 (44,3%) |
| Афроамериканци    | 953 (13,8%)   | 947 (13,3%)   |
| Азијати           | 1.384 (20,0%) | 1.839 (25,7%) |
| Хиспаноамериканци | 904 (13,0%)   | 994 (13,9%)   |
| Укупно            | 6.929         | 7.144         |